# Khamhria
Khamhria là một thị xã và là một nagar panchayat của quận Durg thuộc bang Chhattisgarh, Ấn Độ.

## Nhân khẩu
Theo điều tra dân số năm 2001 của Ấn Độ, Khamhria có dân số 6798 người. Phái nam chiếm 51% tổng số dân và phái nữ chiếm 49%. Khamhria có tỷ lệ 63% biết đọc biết viết, cao hơn tỷ lệ trung bình toàn quốc là 59,5%: tỷ lệ cho phái nam là 72%, và tỷ lệ cho phái nữ là 53%. Tại Khamhria, 14% dân số nhỏ hơn 6 tuổi.